# Copa Itália de Voleibol Masculino
A Copa Itália de Voleibol Masculino é uma competição anual entre clubes de voleibol masculino da Itália. É organizado pela Lega Pallavolo Serie A, consórcio de clubes filiado à Federação Italiana de Voleibol (FIPAV) e classifica seu campeão para a Supercopa Italiana e tem acesso garantido a uma competição europeia da temporada seguinte.

## Histórico
A primeira edição da Copa Itália ocorreu em 1979. Na ocasião, vinte equipes da Série A2 e doze equipes da Série A1 participaram do evento; destes, Klippan Torino e Panini Modena qualificaram-se diretamente para a segunda eliminatória, enquanto Paoletti Catania e Tiber Toshiba Roma foram admitidos por direito às quartas de final.
As dezesseis, oitavas e quartas foram disputadas com partidas em casa e fora, enquanto as semifinais e finais foram estruturadas em grupos de quatro equipes. Os seis jogos da fase final decorreram entre 5 e 7 de junho em Veneza; o primeiro classificado acabou por ser Panini Modena.

## Formato da disputa
A Copa da Itália em sua fórmula atual é disputada desde 2001. As 8 melhores equipes da SuperLega participam do torneio de acordo com os resultados obtidos no primeiro turno. As equipes formam pares nas quartas de final de acordo com a seguinte chave: 1ºx8º, 2ºx7º, 3ºx6º, 4ºx5º, não havendo partida para disputa do terceiro lugar.

## Resultados
| COPA ITÁLIA DE VOLEIBOL MASCULINO | COPA ITÁLIA DE VOLEIBOL MASCULINO | COPA ITÁLIA DE VOLEIBOL MASCULINO | COPA ITÁLIA DE VOLEIBOL MASCULINO       | COPA ITÁLIA DE VOLEIBOL MASCULINO | COPA ITÁLIA DE VOLEIBOL MASCULINO |
| Edição                            | Edição                            | Final                             | Final                                   | Final                             |                                   |
| Temporada                         | Sede                              | Campeão                           | Resultado                               | Vice-campeão                      |                                   |
| --------------------------------- | --------------------------------- | --------------------------------- | --------------------------------------- | --------------------------------- | --------------------------------- |
| 1978/1979 Detalhes                | Veneza PalaTaliercio              | Modena Volley                     | Competição disputada em pontos corridos |                                   |                                   |
| 1979/1980 Detalhes                | Modena PalaPanini                 | Modena Volley                     | Competição disputada em pontos corridos |                                   |                                   |
| 1980/1981 Detalhes                | Ancona PalaVeneto                 | Virtus Sassuolo                   | Competição disputada em pontos corridos |                                   |                                   |
| 1981/1982 Detalhes                | Battipaglia PalaZauli             | Pallavolo Parma                   | Competição disputada em pontos corridos |                                   |                                   |
| 1982/1983 Detalhes                | Florença Palasport I.T.I.         | Pallavolo Parma                   | Competição disputada em pontos corridos |                                   |                                   |
| 1983/1984 Detalhes                | Forlì PalaFiera                   | Zinella Bologna                   | Competição disputada em pontos corridos |                                   |                                   |
| 1984/1985 Detalhes                | Chieti PalaCUS                    | Modena Volley                     | Competição disputada em pontos corridos |                                   |                                   |
| 1985/1986 Detalhes                | Arona Palasport                   | Modena Volley                     | Competição disputada em pontos corridos |                                   |                                   |
| 1986/1987 Detalhes                | Várias sedes                      | Pallavolo Parma                   | Competição disputada em pontos corridos |                                   |                                   |
| 1987/1988 Detalhes                | Várias sedes                      | Modena Volley                     | Série melhor de três                    | Zinella Bologna                   |                                   |
| 1988/1989 Detalhes                | Várias sedes                      | Modena Volley                     | Série melhor de três                    | Sisley Volley                     |                                   |
| 1989/1990 Detalhes                | Milão PalaTrussardi               | Pallavolo Parma                   | 3 – 2 15–6, 15–10, 8–15, 9–15, 15–11    | Modena Volley                     |                                   |
| 1990/1991 Detalhes                | Veneza PalaTaliercio              | Porto Ravenna Volley              | 3 – 0 15–12, 15–13, 15–9                | Gonzaga Milano                    |                                   |
| 1991/1992 Detalhes                | Villorba PalaVerde                | Pallavolo Parma                   | 3 – 2 13–15, 5–15, 15–5, 16–14, 15–12   | Gonzaga Milano                    |                                   |
| 1992/1993 Detalhes                | Napoli PalaArgento                | Sisley Volley                     | 3 – 0 15–13, 15–13, 15–9                | Pallavolo Parma                   |                                   |
| 1993/1994 Detalhes                | Perúgia PalaEvangelisti           | Modena Volley                     | 3 – 1 9–15, 15–12, 15–6, 15–12          | Pallavolo Parma                   |                                   |
| 1994/1995 Detalhes                | Roma PalaLottomatica              | Modena Volley                     | 3 – 1 15–12, 15–9, 9–15, 15–4           | Sisley Volley                     |                                   |
| 1995/1996 Detalhes                | Florença MandelaForum             | Piemonte Volley                   | 3 – 2 15–13, 15–17, 13–15, 15–12, 15–13 | Sisley Volley                     |                                   |
| 1996/1997 Detalhes                | Siena PalaMensSana                | Modena Volley                     | 3 – 0 15–9, 15–4, 15–9                  | Piemonte Volley                   |                                   |
| 1997/1998 Detalhes                | Florença MandelaForum             | Modena Volley                     | 3 – 0 17–15, 15–13, 15–11               | Piemonte Volley                   |                                   |
| 1998/1999 Detalhes                | Roma PalaLottomatica              | Piemonte Volley                   | 3 – 0 15–13, 15–9, 15–3                 | Sisley Volley                     |                                   |
| 1999/2000 Detalhes                | Assago Forum                      | Sisley Volley                     | 3 – 0 25–20, 25–14, 27–25               | Gabeca Pallavolo                  |                                   |
| 2000/2001 Detalhes                | Ancona PalaRossini                | Lube Macerata                     | 3 – 0 27–25, 25–17, 25–18               | Sisley Volley                     |                                   |
| 2001/2002 Detalhes                | Assago Forum                      | Piemonte Volley                   | 3 – 0 25–18, 25–20, 25–23               | Pallavolo Parma                   |                                   |
| 2002/2003 Detalhes                | Trento PalaTrento                 | Lube Macerata                     | 3 – 2 18–25, 26–24, 17–25, 27–25, 15–11 | Sisley Volley                     |                                   |
| 2003/2004 Detalhes                | Florença MandelaForum             | Sisley Volley                     | 3 – 0 25–18, 25–23, 25–18               | Piemonte Volley                   |                                   |
| 2004/2005 Detalhes                | Forlì PalaFiera                   | Sisley Volley                     | 3 – 0 25–22, 25–20, 25–22               | Callipo Sport                     |                                   |
| 2005/2006 Detalhes                | Forlì PalaFiera                   | Piemonte Volley                   | 3 – 1 25–23, 19–25, 25–18, 25–19        | Pallavolo Piacenza                |                                   |
| 2006/2007 Detalhes                | Assago Forum                      | Sisley Volley                     | 3 – 0 25–20, 25–22, 25–13               | M. Roma Volley                    |                                   |
| 2007/2008 Detalhes                | Assago Forum                      | Lube Macerata                     | 3 – 0 25–19, 25–19, 25–23               | M. Roma Volley                    |                                   |
| 2008/2009 Detalhes                | Forlì PalaFiera                   | Lube Macerata                     | 3 – 1 25–21, 15–25, 25–20, 25–23        | Piemonte Volley                   |                                   |
| 2009/2010 Detalhes                | Montecatini Terme PalaTerme       | Trentino Volley                   | 3 – 1 28–26, 25–15, 20–25, 27–25        | Piemonte Volley                   |                                   |
| 2010/2011 Detalhes                | Verona PalaOlimpia                | Piemonte Volley                   | 3 – 0 25–17, 25–19, 25–22               | Trentino Volley                   |                                   |
| 2011/2012 Detalhes                | Roma PalaLottomatica              | Trentino Volley                   | 3 – 2 21–25, 22–25, 25–22, 25–21, 18–16 | Lube Macerata                     |                                   |
| 2012/2013 Detalhes                | Assago Forum                      | Trentino Volley                   | 3 – 1 25–17, 25–16, 21–25, 25–23        | Lube Macerata                     |                                   |
| 2013/2014 Detalhes                | Bolonha PallaDozza                | Pallavolo Piacenza                | 3 – 0 28–26, 25–21, 25–19               | Sir Safety Perugia                |                                   |
| 2014/2015 Detalhes                | Bolonha PallaDozza                | Modena Volley                     | 3 – 1 25–19, 25–19, 23–25, 25–12        | Trentino Volley                   |                                   |
| 2015/2016 Detalhes                | Assago Forum                      | Modena Volley                     | 3 – 0 25–19, 25–22, 25–13               | Trentino Volley                   |                                   |
| 2016/2017 Detalhes                | Casalecchio di Reno Unipol Arena  | Lube Macerata                     | 3 – 1 25–21, 23–25, 25–15, 25–20        | Trentino Volley                   |                                   |
| 2017/2018 Detalhes                | Bari PalaFlorio                   | Sir Safety Perugia                | 3 – 1 16–25, 25–22, 25–20, 27–25        | Lube Macerata                     |                                   |
| 2018/2019 Detalhes                | Casalecchio di Reno Unipol Arena  | Sir Safety Perugia                | 3 – 2 21–25, 21–25, 26–24, 25–23, 15–13 | Lube Macerata                     |                                   |
| 2019/2020 Detalhes                | Casalecchio di Reno Unipol Arena  | Lube Macerata                     | 3 – 2 21–25, 25–23, 25–23, 34–36, 15–10 | Sir Safety Perugia                |                                   |
| 2020/2021 Detalhes                | Casalecchio di Reno Unipol Arena  | Lube Macerata                     | 3 – 1 25–17, 18–25, 25–17, 25–17        | Sir Safety Perugia                |                                   |
| 2021/2022 Detalhes                | Casalecchio di Reno Unipol Arena  | Sir Safety Perugia                | 3 – 1 25–17, 25–17, 23–25, 25–23        | Trentino Volley                   |                                   |
| 2022/2023 Detalhes                | Roma PalaLottomatica              | Gas Sales Bluenergy Piacenza      | 3–0 25–22, 25–17, 25–23                 | Trentino Volley                   |                                   |
| 2023/2024 Detalhes                | Casalecchio di Reno Unipol Arena  | Sir Safety Susa Vim Perugia       | 3–1 22–25, 25–21, 25–15, 25–23          | Mint Vero Volley Monza            |                                   |